# Camille Catala

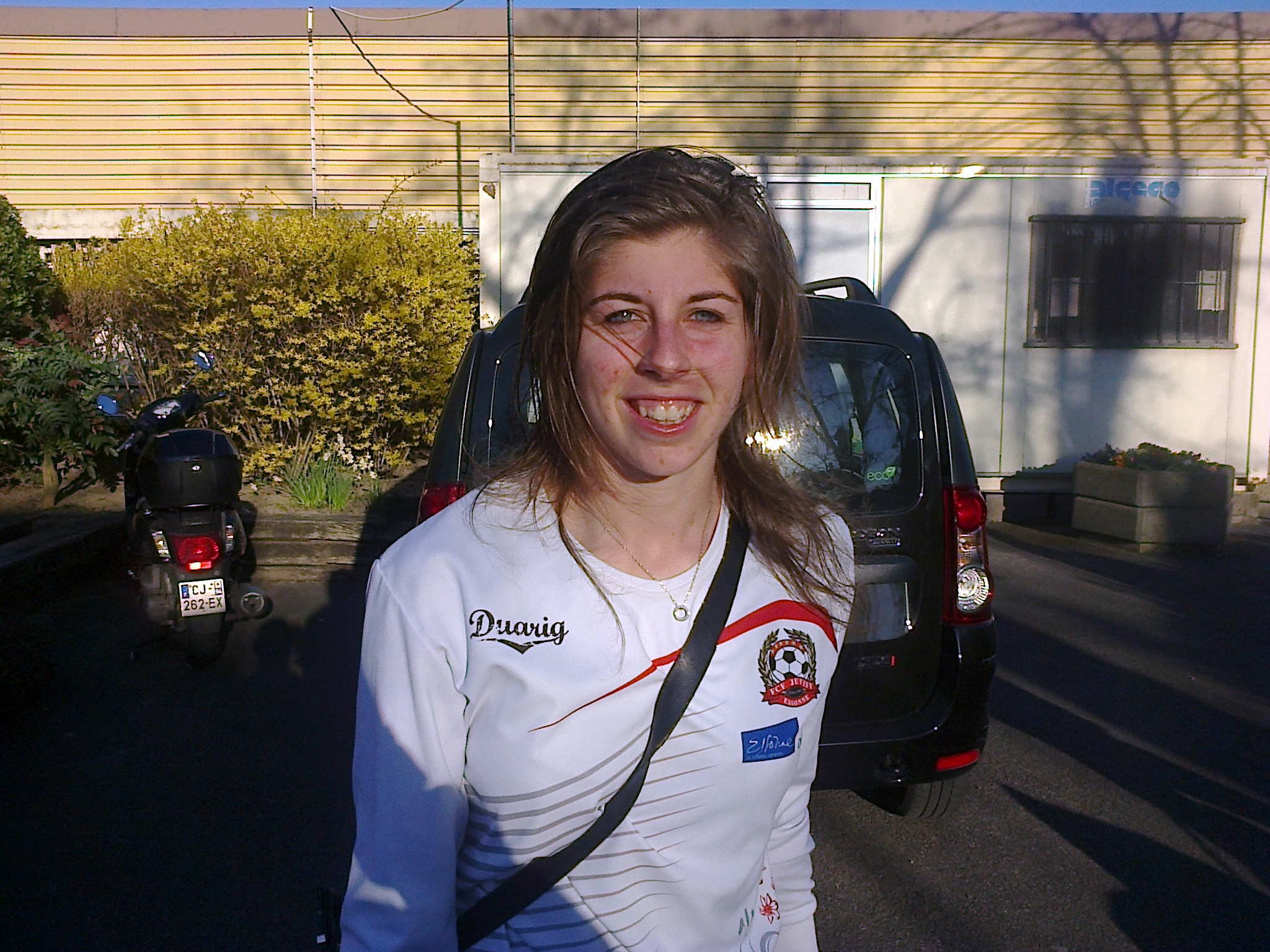
Catala i mars 2013

Camille Marie Catala, född 6 maj 1991 i Montpellier, är en fransk fotbollsspelare. Hon ingick i Frankrikes trupp i OS i Storbritannien år 2012, EM i Sverige år 2013.
Hon representerar klubben FCF Juvisy.